# Strahlungstransfermodell
Ein Strahlungstransfermodell ist ein mathematisches Modell mit dessen Hilfe die Reflexions-, Transmissions- und Absorptionsvorgänge eines Objektes simuliert werden können.
Strahlungstransfermodelle wurden für die verschiedensten Erdsphären entwickelt:
- Phytosphäre: Vegetation (landwirtschaftliche Kulturpflanzenbestände, Wälder und Forsten)
- Pedosphäre: Böden
- Aquasphäre: Wasserflächen (Seen, Ozeane)
- Erdatmosphäre bzw. Atmosphäre (Astronomie)

## Anwendungen
Strahlungstransfermodelle werden sehr häufig in der Fernerkundung angewandt. Man unterscheidet zwei prinzipielle Anwendungen:
- direct mode
- inverse mode

Im direct mode werden beispielsweise die spektralen Reflexionseigenschaften eines Objektes simuliert, um Spektralkanäle festzulegen, die eine optimale Erfassung der wichtigsten Objekteigenschaften ermöglichen. In diesem Fall würde man von einer Sensitivitätsanalyse sprechen.
Im inverse mode werden gemessene Reflexionseigenschaften eines Objektes dazu verwendet, um die Parameter des Strahlungstransfermodells (und damit die Objektcharakteristika) zu bestimmen. In diesem Fall spricht man von einer Modellinversion.
Neben der Fernerkundung kommen Strahlungstransfermodelle in weiteren Bereichen zur Anwendung, zum Beispiel Planetologie, Meteorologie und Klimatologie, aber auch in industriellen Anwendungen.